# Edgars Šneps
Edgars Šneps (Jelgava, 13 aprile 1972) è un ex cestista lettone.

## Carriera
Con la Lettonia ha disputato tre edizioni dei Campionati europei (1993, 1997, 2003).